# Mai Yamamoto
Mai Yamamoto (jap. 山本麻衣; ur. 23 października 1999 w Hiroszimie) – japońska koszykarka, reprezentantka kraju w koszykówce 3×3, olimpijka z Tokio 2020, mistrzyni świata juniorek.

## Kariera

### Koszykówka 3×3
Z reprezentacją Japonii w koszykówce 3×3 uzyskała następujące wyniki:
| Impreza                                      | Rok  | Miejsce | Pozycja |                      |      |       |            |
| -------------------------------------------- | ---- | ------- | ------- | -------------------- | ---- | ----- | ---------- |
| Impreza                                      | Rok  | Miejsce | Pozycja | Igrzyska olimpijskie | 2020 | Tokio | 5. miejsce |
| Mistrzostwa świata juniorów w koszykówce 3x3 | 2018 | Xi’an   | srebro  |                      |      |       |            |
| Mistrzostwa świata juniorów w koszykówce 3x3 | 2019 | Lanzhou | złoto   |                      |      |       |            |

### Koszykówka
Jest graczem koszykówki 5-osobowej w klubie ligi japońskiej Toyota Antelopes.